# Крулювек
Крулювек (пол. Królówek) — село в Польщі, у гміні Краснополь Сейненського повіту Підляського воєводства.
Населення — 12 осіб (2011).
У 1975-1998 роках село належало до Сувальського воєводства.

## Демографія
Демографічна структура станом на 31 березня 2011 року:
|          | Загалом | Допрацездатний вік | Працездатний вік | Постпрацездатний вік |
| -------- | ------- | ------------------ | ---------------- | -------------------- |
| Чоловіки | 6       | 1                  | 3                | 2                    |
| Жінки    | 6       | 1                  | 3                | 2                    |
| Разом    | 12      | 2                  | 6                | 4                    |